# Elsie Attenhofer
Elisabetta Fanny 'Elsie' Attenhofer (Lugano, 21 februari 1909 - Bassersdorf, 16 juni 1999) was een Zwitserse actrice.

## Biografie

### Afkomst en opleiding
Elsie Attenhofer was een dochter van Max Attenhofer, een hotelier, en van Emmy Landgraf. In 1940 trouwde ze met Karl Schmid (1907-1974). Ze liep school in Zürich.

### Theater
Nadat ze deel had uitgemaakt van het in 1934 opgerichte Cabaret Cornichon, speelde Attenhofer in het stadstheater van Bazel, de Corso en het Schauspielhaus in Zürich, waar ze was te zien in diverse periodes tot 1971. Met haar tegenspeler Max Werner Lenz trad ze op in diverse cabaretgezelschappen. Daarnaast trad ze van 1978 tot 1982 ook op in haar eigen gezelschap, Sanduhr. Verder trad ze ook solo op, waarbij ze nummers opvoerde van het Cabaret Cornichon.

### Film
Attenhofer was ook te zien in diverse Zwitserse films, waaronder Jä-soo! (1935), Le Fusilier Wipf (1938) en Heidi (1952).

## Onderscheidingen
- Ida Somazziprijs (1977)
- Gouden eremedaille van het kanton Zürich, voor haar inzet voor democratie en menselijkheid (1998)

## Filmografie
- Gemeinsame Normdatei: 119369915
- Historisch woordenboek van Zwitserland: 009130
- International Standard Name Identifier: 0000 0000 1355 5890
- MusicBrainz: 0f55947f-9744-4a0f-aeca-0c18aadf7b00
- Theaterlexikon der Schweiz: Elsie_Attenhofer
- Virtual International Authority File: 22949828